# Herbert Horne
Pour les articles homonymes, voir Horne.
 (novembre 2018).
Si vous disposez d'ouvrages ou d'articles de référence ou si vous connaissez des sites web de qualité traitant du thème abordé ici, merci de compléter l'article en donnant les références utiles à sa vérifiabilité et en les liant à la section « Notes et références ».
Herbert Percy Horne (Londres, 1864 - Florence, 1916) est un poète, un architecte, un éditeur, un dessinateur, un historien de l'art et un amateur d'antiquités britannique.

## Biographie
Herbert Horne est le fils de Horace Horne, architecte (mort en 1894) et de Hannah Louisa Gibson (morte en 1903).
Il commence son apprentissage chez l'architecte George Vigers à Londres, puis à l'atelier de Arthur Heygate Mackmurdo (1851-1942) et devient son collaborateur dans les années 1880, aux côtés de Selwyn Image, Clement Heaton (1824–1882) et du sculpteur Benjamin Creswick (en), dans le cadre de la Century Guild of Artists.
Il commence à s'intéresser à la Renaissance après avoir lu les approches emphatiques et esthétiques Studies in the History of the Renaissance de Walter Pater, rencontre l'historien de l'art Bernard Berenson et le critique Roger Fry en 1888, et l'année suivante part visiter l'Italie du nord pour étudier l'architecture pour une commande.
Entre 1886 et 1891, il a également rencontré souvent Oscar Wilde.
Il quitte l'atelier de Mackmurdo en 1892 pour s'installer à son compte en dessinant des bâtiments dans un vague style Quattrocento.
En 1894, à la suite d'une commission de George Bell & Sons pour une approche de l'œuvre de Botticelli, il part en Italie pour l'étudier sérieusement et à partir de là l'histoire de l'art italien devient le centre de ses préoccupations.
En Italie en 1897, il guide les explorations des monuments pour des Britanniques comme Mary Costelloe (qui deviendra Mary Berenson) et Julia Cartwright (plus tard Julia Ady).
En 1901, paraît le premier de ses deux articles sur l'Adoration des mages de Botticelli.
En 1903, il fonde avec le collectionneur Bernard Berenson et le critique d'art Roger Fry, The Burlington Magazine, et qui est un magazine mensuel britannique consacré à l'histoire de l'art, aux beaux-arts et aux arts décoratifs.
À partir de 1904, il part vivre définitivement en Italie et en 1911, il achète et restaure le Palazzo Corsi qu'il transforme en musée de la Renaissance, le Museo della Fondazione Horne.
Il meurt au palazzo Corsi de Florence en 1916 et est enterré au cimetière des Allori.
Il lègue, à sa mort, toutes ses collections d'art et ses manuscrits des XIVe et XVe siècles pour que puisse être créé le musée de la Fondation Horne à Florence.

## Ouvrages
- Traduction de The Life of Leonardo Da Vinci de Giorgio Vasari